# Stipa concinna
Stipa concinna är en gräsart som beskrevs av Joseph Dalton Hooker. Stipa concinna ingår i släktet fjädergrässläktet, och familjen gräs. Inga underarter finns listade i Catalogue of Life.